# Cerasinops
Genre
Espèce
Cerasinops (qui signifie « visage couleur de cerise ») est un genre de dinosaures cératopsiens primitifs de la famille des Leptoceratopsidae composé d'une seule espèce, Cerasinops hodgskissi.
C'était un petit dinosaure qui a vécu durant le Campanien, à la fin du Crétacé.
Il a été décrit par Brenda J. Chinnery (d) et Jack Horner en 2007 à partir d'un squelette à 80% complet. Il fait partie du groupe Cerastopia (face à corne), un groupe de dinosaures herbivores présentant un « bec de perroquet » et qui ont prospéré en Amérique du Nord et en Asie durant la période du Crétacé. 
Il est tantôt classé dans les Neoceratopia tantôt dans les Leptoceratopsidae.

## Publication originale
- (en) Brenda J. Chinnery et John R. Horner, « A new neoceratopsian dinosaur linking North American and Asian taxa », Journal of Vertebrate Paleontology, SVP et Taylor & Francis, vol. 27, no 3,‎ 12 septembre 2007, p. 625-641 (ISSN 0272-4634 et 1937-2809, OCLC 238100068, DOI 10.1671/0272-4634(2007)27[625:ANNDLN]2.0.CO;2).